# جيمي ماكي
جيمي ماكي (بالإنجليزية: Jamie Mackie)‏ (22 سبتمبر 1985 المملكة المتحدة - ) هو لاعب كرة قدم بريطاني، يلعب كمهاجم.

## روابط خارجية
- جيمي ماكي على موقع قاعدة بيانات كرة القدم.إي يو (الإنجليزية)
- جيمي ماكي على موقع ناشيونال فوتبول تيمز (الإنجليزية)
- جيمي ماكي على موقع Soccerbase.com (لاعب) (الإنجليزية)
- جيمي ماكي على موقع Soccerway.com (الإنجليزية)
- جيمي ماكي على موقع عالم كرة القدم.نت (الإنجليزية)
- جيمي ماكي على موقع AS.com (الإسبانية)